# Раковецкий, Збигнев
Збигнев Раковецкий (пол. Zbigniew Rakowiecki; 14 июня 1913, Ласк — 5 августа 1944, Варшава) — польский актер театра и кино, певец.

## Биография
Учился в варшавской Академии изящных искусств и школе политических наук, но не окончил их. До 1933 г. начал выступать на в театре «8.30».
Обладая хорошим голосом — пел в хоре, выступал в ревю. Был занят в ряде театров Варшавы, в том числе театре «Ateneum».
В кино дебютировал в 1933 году в экранизации произведения С. Жеромского «История греха». Претендовал на звание секс-символа польских экранов. Красавцем З. Раковецкий не был, но обладал огромной обаятельностью. Пользовался популярностью у польской довоенной публики.
В начале второй мировой войны принимал участие в кампании 1939 г.. Затем был солдатом польского подполья — Армии Крайовой. Одновременно выступал на театральных сценах. Участник варшавского восстания 1944 г.
5 августа 1944 г. стрелок 403 взвода З. Раковецкий был схвачен и расстрелян немцами на улицах Варшавы. Похоронен на столичном кладбище повстанцев Варшавы.
Его жена — актриса Каролина Любенская.

## Фильмография
- История греха / Dzieje grzechu (1933)
- Люби только меня / Kochaj tylko mnie (1935) — танцор
- Фред осчастливит мир / Fredek uszczęśliwia świat (1936) — Фредек
- Папа женится (1936) — Ежи Мурский
- Руковожу здесь я / Ja tu rządzę (1939) — граф Лулевич
- Бродяги / Włóczęgi(1939) — Владек
- Солдат королевы Мадагаскара / Żołnierz królowej Madagaskaru (1939) — Владьо Монцкий